# Nisshin (transport d'hydravions)
Pour les autres navires du même nom, voir Nisshin.
Le Nisshin est un transport d'hydravions de la marine impériale japonaise. Sa construction est prévue dans le troisième plan de réarmement.
Commencé le	2 novembre 1938, il est lancé le 30 novembre 1939. Il est commissionné et mis en service le 27 février 1942.
Il est coulé au combat le 22 juillet 1943 après avoir subi une attaque aérienne.

## Conception

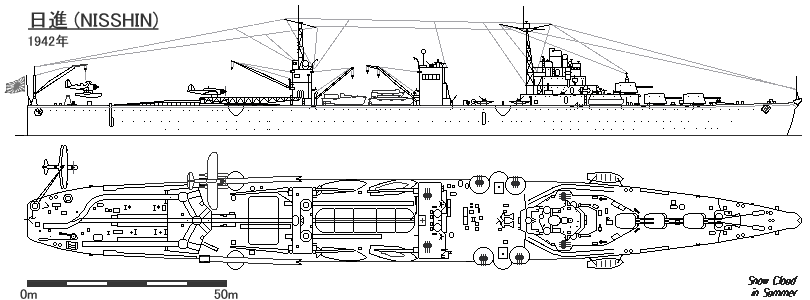
Le Nisshin en 1942

Le Nisshin a été conçu avec deux catapultes pour lancer des hydravions et des grues sur son pont arrière pour pouvoir les récupérer. Il disposait également de deux ascenseurs pour transporter des sous-marins nains de l’intérieur du navire, ainsi que de 900 tonnes de carburant d’aviation. Tel que conçu, le Nisshin transportait un équipage de 12 hydravions Kawanishi E7K Type 94 « Alf », Nakajima E8N Type 95 « Dave » et Mitsubishi F1M Type 0 « Pete » qui étaient stockés sur le toit du navire. 

Son armement se composait de six canons navals de 140 mm long de 50 calibres (14 cm/50) répartis dans trois tourelles sur le pont avant, donnant au Nisshin la puissance de feu d’un croiseur léger. La protection antiaérienne était assurée par 24 canons AA Type 96 de 25 mm répartis en huit affûts triples. Le Nisshin a été modifié après le début de la Seconde Guerre mondiale pour transporter douze sous-marins de classe Kō-hyōteki de type A, avec une réduction de sa capacité originale d’avion à douze. 

Bien que similaire aux précédents porte-hydravions Chitose et Mizuho, le Nisshin était équipé de moteurs à deux arbres plus puissants de 47 000 ch qui lui permettaient d’atteindre des vitesses de 28 nœuds. Le Nisshin avait un rayon d’action de 11 000 milles nautiques à 18 nœuds et était souvent utilisé lors de missions de transport à grande vitesse pour acheminer rapidement plus d’équipement et de renforts dans des zones désignées.